# Волохин, Александр Осипович
Александр Осипович Волохин (1858—1911) — землевладелец, депутат Государственной думы III созыва от Херсонской губернии.

## Биография
Потомственный почётный гражданин. Среднее образование получил в Елисаветградском реальном училище. В 1877 году выпускник Московского технического училища. После этого поселился в своём имении Александрийского уезда площадью 2 тысячи десятин (по другим данным Елисаветградского уезда). С 1895 года гласный города Елисаветграда, член многих городских комиссий. Председатель Елисаветградского сельскохозяйственного общества, член уездного комитета отделения государственного банка. В момент думских выборов был женат.
15 октября 1907 года избран в Государственную думу III созыва от 1-го съезда городских избирателей. Вошёл в состав фракции Умеренно-правых.  Состоял в думской  продовольственной  комиссии  и  комиссии  по рыболовству. 1 августа 1909 года заявил о сложении депутатских полномочий.
Скончался в 1911 году.

### Архивы
- Российский государственный исторический архив. Фонд 1278. Опись 9. Дело 149.